# Дюмулен, Том
Том Дюмулен (нидерл. Tom Dumoulin; 11 ноября 1990, Маастрихт, Нидерланды) — нидерландский профессиональный шоссейный велогонщик. Двукратный серебряный призёр Олимпийских игр (2016 и 2020). Чемпион мира в индивидуальной гонке с раздельным стартом 2017 года.

## Карьера
Том Дюмулен дебютировал в профессиональном велоспорте в 2010 году с командой ParkHotel Rooding, в составе которой выиграл 7 этап ДжироБио (известную гонку в Италии, проводимую в целях поиска молодых талантов) и генеральную классификацию Гран-При Португалии. На Чемпионате мира в индивидуальной гонке среди андеров нидерландец занял 7 место.
В 2011 году спортсмен перешёл в команду Rabobank Continental Team, но особых успехов там не снискал: лучший результат — победа в общем зачете многодневной гонки Le Triptyque des Monts et Châteaux. На Чемпионате мира в индивидуальной гонке среди андеров нидерландец занял 8 место.
С 2012 года Дюмулен — гонщик команды Project 1t4i (нынешнее название Team Giant-Alpecin). В составе этой команды Том стал проявлять себя как хороший раздельщик: в 2013 году стал вторым в генеральной классификации Энеко Тура.
А в 2014 году произошёл прорыв в карьере велогонщика. Он стал чемпионом Нидерландов в гонке с раздельным стартом, выиграл разделку на Критериум Интернасиональ, занял второе место в итоговом протоколе Тура Бельгии и Тура Альбеты попутно выиграв номинацию лучшего молодого гонщика, финишировал вторым на Гран-при Квебека и третьим в генеральной классификации Энеко Тура попутно выиграв этап с раздельным стартом. Жирной точкой в концовке сезона-2014 стала бронзовая медаль в индивидуальной гонке на время на Чемпионате мира в испанской Понферраде, где молодой нидерландец проиграл только Брэдли Уиггинсу и Тони Мартину.
Начало сезона 2015 года Том ознаменовал победой в разделке на 6 этапе Тура Страны Басков.
Является победителем «Джиро д’Италия-2017».
Завершил карьеру в августе 2022 года.

## Главные достижения
2010
1-й на этапе 8 — Джиробио
1-й — GP du Portugal
1-й на этапе 3
7-й — Чемпионате мира U23 ITT
2011
1-й — Le Triptyque des Monts et Châteaux
8-й — Чемпионате мира U23 ITT
2012
6-й — Вуэльта Андалусии
10-й — Вуэльта Бургоса
2013
1-й —  Горная классификация Вуэльта Андалусии
2-й — Чемпионат Нидерландов — групповая гонка
2-й — Энеко Тур
3-й — Чемпионат Нидерландов — индивидуальная гонка
5-й — Тур Бельгии
1-й  Молодёжная классификация
6-й — Три дня Де-Панне
6-й — Гран-при Валлонии
2014
1-й —  Чемпионат Нидерландов — индивидуальная гонка
3-й  — Чемпионат мира — Индивидуальная гонка
1-й на этапе 2 (ITT) Critérium International
2-й — Тур Бельгии
1-й —  Молодёжная классификация
2-й — Тур Альберты
1-й в Прологе
1-й —  Молодёжная классификация
2-й — Гран-при Квебека
3-й — Энеко Тур
1-й —  Очковая классификация
1-й на этапе 3 (ITT)
5-й — Тур Швейцарии
6-й — Гран-при Монреаля
2015
1-й на этапе 6 (ITT) — Тур Страны Басков
3-й — Тур Швейцарии
1-й на этапах 1 (ITT) и 9 (ITT)
4-й — Чемпионат Нидерландов — Индивидуальная гонка
4-й — Тур Даун Андер
5-й — Чемпионат мира — Индивидуальная гонка
5-й — Чемпионат мира — Командная гонка
6-й — Вуэльта Испании
1-й на этапах 9-й и 17-й (ITT)
2016
1-й —  Чемпионат Нидерландов — индивидуальная гонка
1-й на этапах 9 и 13 (ITT) — Тур де Франс
1-й на этапе 1 (ITT) — Джиро д’Италия
2-й  — Олимпийские игры — Индивидуальная гонка
3-й — Тур Британии
4-й — Тур Омана
5-й — Тур Романдии
9-й — Энеко Тур
2017
3-й — Абу Даби Тур
5-й — Страде Бьянке
1-й  — Джиро д’Италия
1-й — БинкБанк Тур
2018
Чемпионат мира
2-й  индивидуальная гонка
2-й  командная гонка
4-й групповая гонка
2-й — Джиро д’Италия
1-й на этапе 1 (ITT)
2-й — Тур де Франс
1-й на этапе 20 (ITT)
4-й Тур Германии
10-й Мировой тур UCI
2019
4-й Тиррено — Адриатико
6-й Тур ОАЭ

## Статистика выступлений

### Чемпионаты
| Соревнование          | Соревнование | 2012 | 2013 | 2014 | 2015 | 2016 | 2017 | 2018 | 2019 | 2020 | 2021 |
| --------------------- | ------------ | ---- | ---- | ---- | ---- | ---- | ---- | ---- | ---- | ---- | ---- |
| Олимпийские игры      | ITT          | —    | —    | —    | —    | 2    | —    | —    | —    | 2    | —    |
| Олимпийские игры      | RR           | —    | —    | —    | —    | НФ   | —    | —    | —    | 44   | —    |
| Чемпионат мира        | ITT          | —    | —    | 3    | 5    | 11   | 1    | 2    | —    | 10   | —    |
| Чемпионат мира        | RR           | —    | НФ   | 22   | 11   | НФ   | 25   | 4    | —    | 14   | —    |
| Чемпионат мира        | TTT          | —    | 14   | 8    | 5    | 7    | 1    | 2    | —    | —    | —    |
| Чемпионат Нидерландов | ITT          | 7    | 3    | 1    | 4    | 1    | 1    | —    | —    | —    | 1    |
| Чемпионат Нидерландов | RR           | 7    | 2    | 36   | —    | 52   | 47   | 29   | —    | —    | НФ   |

### Многодневные гонки
| Гранд-туры          |      |      |      |      |      |      |      |      |      |      |
| Гонка               | 2012 | 2013 | 2014 | 2015 | 2016 | 2017 | 2018 | 2019 | 2020 | 2021 |
| Джиро д'Италия      | —    | —    | —    | —    | НФ   | 1    | 2    | НФ   | -    | -    |
| Тур де Франс        | —    | 41   | 33   | НФ   | НФ   | —    | 2    | -    | 7    | -    |
| Вуэльта Испании     | DNF  | —    | —    | 6    | —    | —    | —    | —    | НФ   | —    |
| Многодневки         |      |      |      |      |      |      |      |      |      |      |
| Гонка               | 2012 | 2013 | 2014 | 2015 | 2016 | 2017 | 2018 | 2019 |      |      |
| Париж — Ницца       | —    | —    | —    | НФ   | 12   | —    | —    | —    |      |      |
| Тиррено — Адриатико | —    | 34   | 102  | —    | —    | 6    | НФ   | 4    |      |      |
| Тур Страны Басков   | —    | —    | 40   | 29   | —    | —    | —    | —    |      |      |
| Тур Романдии        | —    | 68   | —    | —    | 5    | —    | —    |      |      |      |
| Тур Швейцарии       | —    | 58   | 5    | 3    | —    | НФ   | —    |      |      |      |
| БинкБанк Тур        | —    | 2    | 3    | —    | 9    | 1    | —    |      |      |      |

| —  | Не участвовал  |
| НФ | Не финишировал |